# Graphosoma italicum
La cimice delle piante (Graphosoma italicum Müller, 1758) è un insetto dell'ordine dei Rincoti, diffuso nel bacino del Mediterraneo.

## Tassonomia
Per molto tempo G. italicum è stato spesso considerato una sottospecie di G. lineatum (da cui si distingue principalmente per il colore della zampe, nere in italicum e arancioni in lineatum), fino a quando nel 2007 è stato definitivamente elevato a specie a sé in base ad analisi genetiche. Nel 2017 è stato proposto di classificare come sottospecie a sé (G. italicum sardiniensis) le popolazione presente in Sardegna.

## Biologia
Questo insetto predilige pendii caldi e soleggiati, e si trova prevalentemente su vari esemplari del genere Apiaceae. Il colore acceso del pronoto è un segnale che indica ad un eventuale predatore il suo sapore sgradevole (aposematismo).

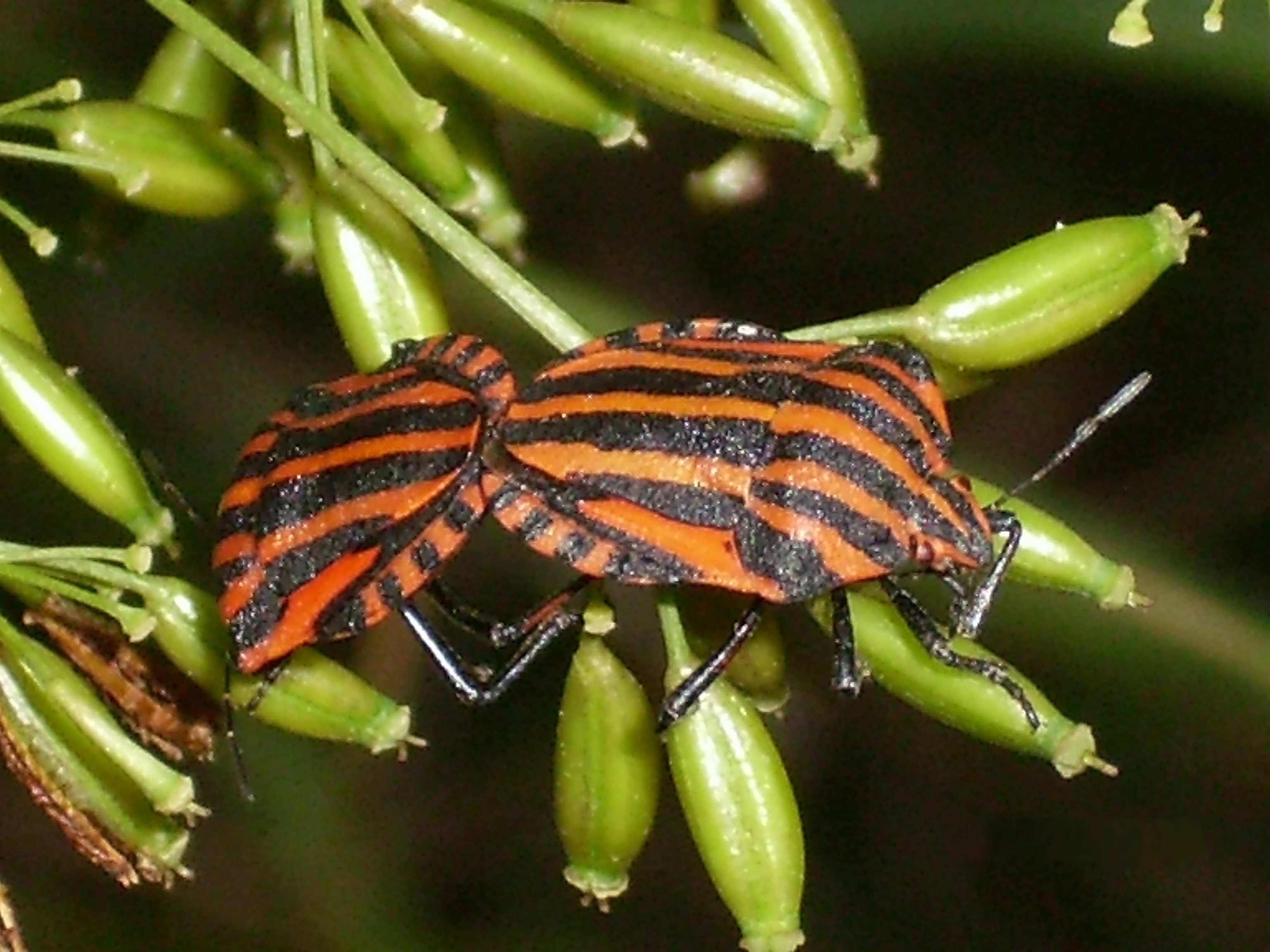
La Cimice delle piante
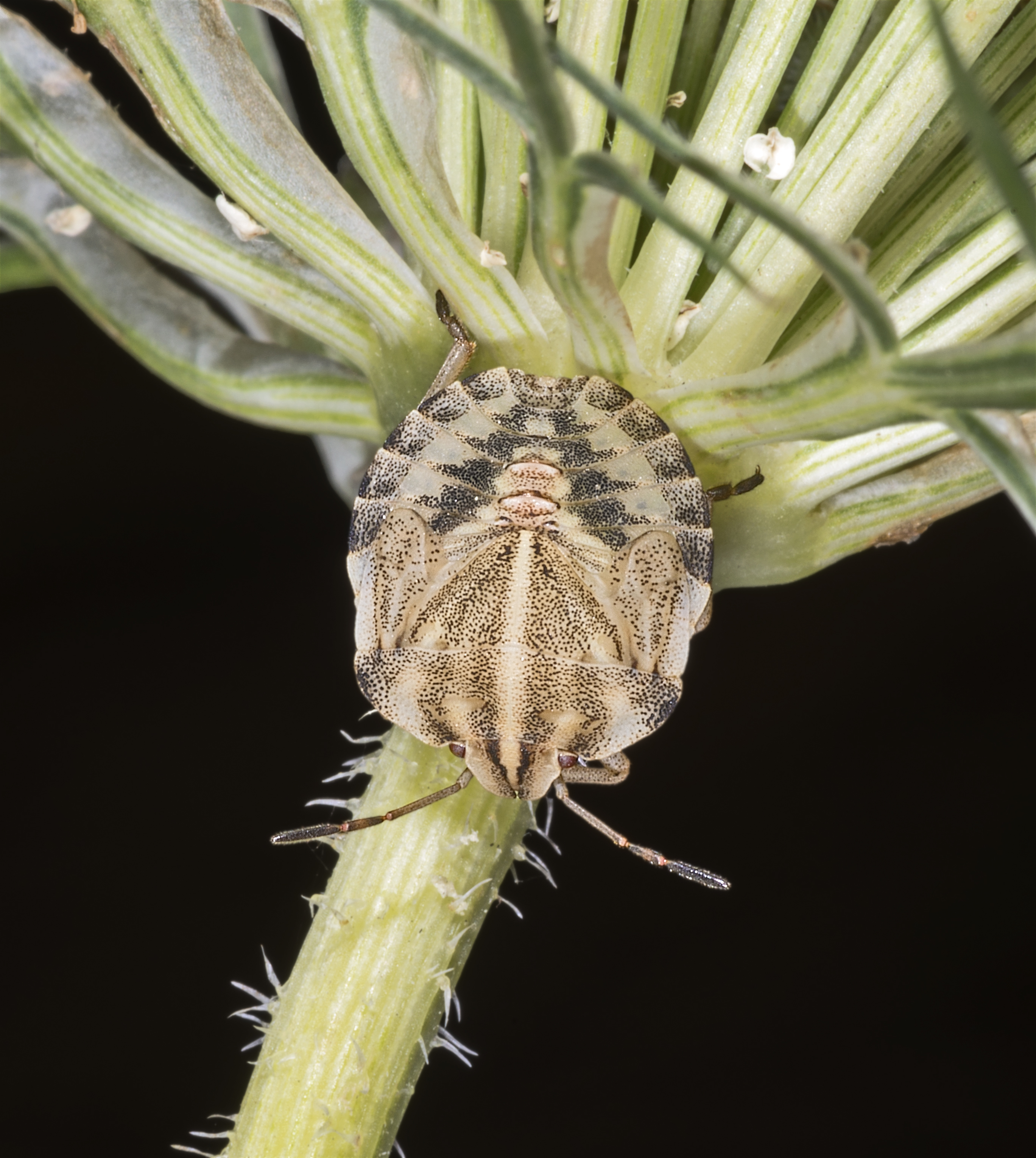
Ninfa

## Altri progetti

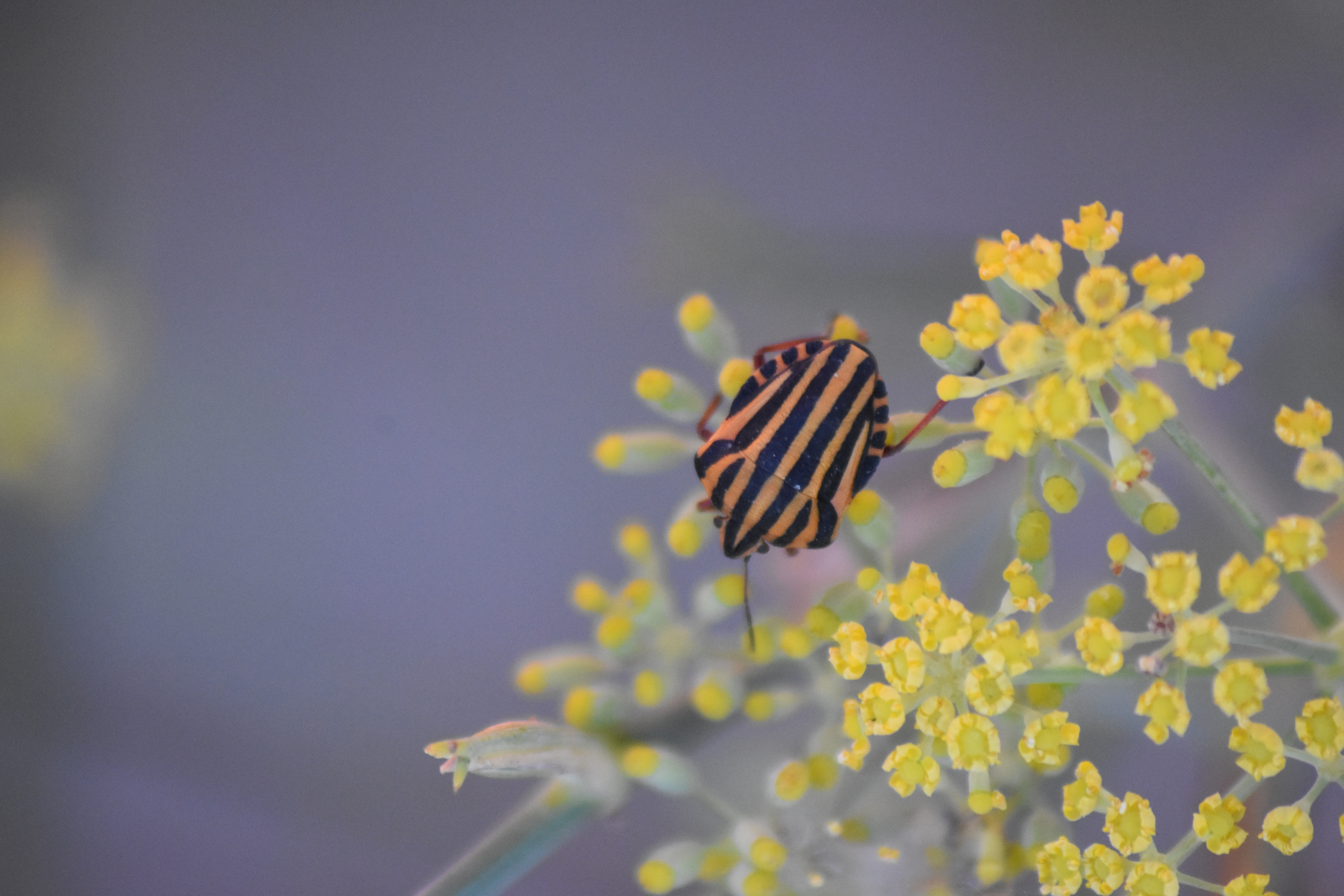
G.italicum posato su una Primula veris.